# Liste des plus hautes constructions d'Inde
Les plus hautes construction d'Inde en 2009.
| Rang | Nom                                         | Hauteur totale (avec antenne) en mètres | Hauteur du toit en mètres | Nombre d'étages | Année d'achèvement | Ville   | État (ou division de rang équivalent) | Description                                         |
| ---- | ------------------------------------------- | --------------------------------------- | ------------------------- | --------------- | ------------------ | ------- | ------------------------------------- | --------------------------------------------------- |
| 1    | Tour de télévision de Fazilka               | 305                                     | -                         | -               | 2007               | Fazilka | Penjab                                |                                                     |
| 2    | Tour de télévision de Mumbai                | 300                                     | -                         | -               | ?                  | Mumbai  | Maharashtra                           |                                                     |
| 3    | cheminée de la centrale thermique de Dahanu | 275                                     | -                         | -               | 1995               | Dahanu  | Maharashtra                           |                                                     |
| 4    | Tour de télévision de Pitampura             | 381                                     | -                         | -               | 1988               | Delhi   | Delhi                                 |                                                     |
| 5=   | The Imperial, tour 1                        | 249                                     | 210                       | 60              | 2009               | Mumbai  | Maharashtra                           | Tour résidentielle, jumelle de The Imperial, tour 2 |
| 5=   | The Imperial, tour 2                        | 249                                     | 210                       | 60              | 2009               | Mumbai  | Maharashtra                           | Tour résidentielle, jumelle de The Imperial, tour 1 |

## Gratte-ciel en construction (hauteur structurelle)
Les bâtiments dont le gros œuvre est achevé ne sont pas compris.
Classement actualisé au 28 juin 2018
| Rang | Nom                          | Ville     | Pays | Hauteur structurelle | Étages | Année du début des travaux | Année prévue de l'achèvement |
| ---- | ---------------------------- | --------- | ---- | -------------------- | ------ | -------------------------- | ---------------------------- |
| 1    | Vrindavan Chandrodaya Mandir | Vrindavan | Inde | 213 m                | 70     | 2014                       | ?                            |